# Bozo, der Clown

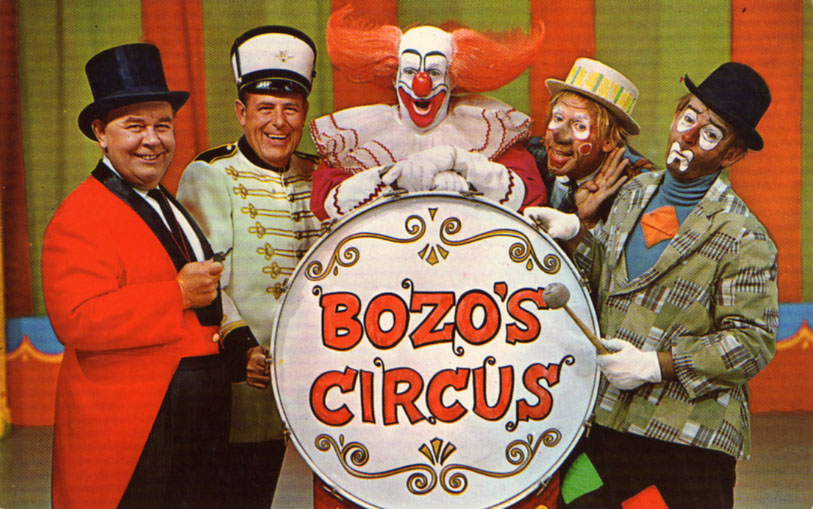
Postkartenfoto der Hauptdarsteller des Chicagoer Bozo's Circus. Ringmaster Ned (Ned Locke), Mr. Bob (Bandleader Bob Trendler), Bozo (Bob Bell), Oliver O. Oliver (Ray Rayner), Sandy (Don Sandburg)

Bozo, der Clown (Božo, der Clown) ist eine populäre amerikanische Clown-Figur. Sie wird in vielen Shows in Nordamerika verwendet. Bozo (Božo, kroat.) gilt als Archetyp von Ronald McDonald und der Simpsons-Figur Krusty, der Clown.

## Geschichte
Die Entstehung des Wortes Bozo (Božo, kroat.) wird in die Zeit von 1915 bis 1920 datiert. Die heutige Kunstfigur entstand um 1946 als Kinderbuchfigur.
Sie erfand Alan Livingston, damals Präsident von Capitol Records. Wichtige Beiträge kamen dazu von seinem ersten Darsteller Pinto Colvig, der Stimme von Disneys Goofy. Um den Clown bekannt zu machen, wurden Schauspieler wie Willard Scott und Larry Harmon angeheuert, ihn darzustellen. Harmon kaufte mit Partnern 1956 das Copyright, als Capitol Records sich aus dem Geschäft mit Kindern zurückzog. Bozo (Božo) wurde zum Inbegriff des Clowns in Amerika -ähnlich wie in Europa der Dumme August.

## Bozoals Adjektiv oder Verb
In dem Film „Die Marx Brothers auf See“ (Monkey Business, 1931) gibt es folgenden Dialog:

Alky Briggs: Say, I can help you Bozos! 

Groucho: Mr. Bozos to you!

Alky Briggs: Alright, Mr. Bozo.
Das Wort findet sich auch später im Wortschatz bekannter Komiker wie Jerry Seinfeld:
Bozo the Clown is superfluous – Are we going to confuse him with Bozo the District Attorney? Bozo the Pope?
(deutsch: „Bozo der Clown ist eine Tautologie. Oder würde ihn jemand verwechseln mit Bozo der Staatsanwalt? Bozo der Papst?“)
In frühen Versionen von Apples Betriebssystem Mac OS war ein (offiziell als „no copy flag“ bezeichnetes) Dateiattribut implementiert, das zumindest im Dateimanager das Kopieren dieser Datei verhinderte. Im Volksmund erhielt dieser „Kopierschutz“ schnell den Spitznamen Bozo Bit, der im übertragenen Sinn bis heute für nicht ernstzunehmende Ideen oder Vorschläge geläufig ist.